# Naturpark Oberpfälzer Wald
Der Naturpark Oberpfälzer Wald ist 81.700 Hektar groß und wird vom „Naturpark Oberpfälzer Wald e. V.“ unterhalten.

## Landschaft

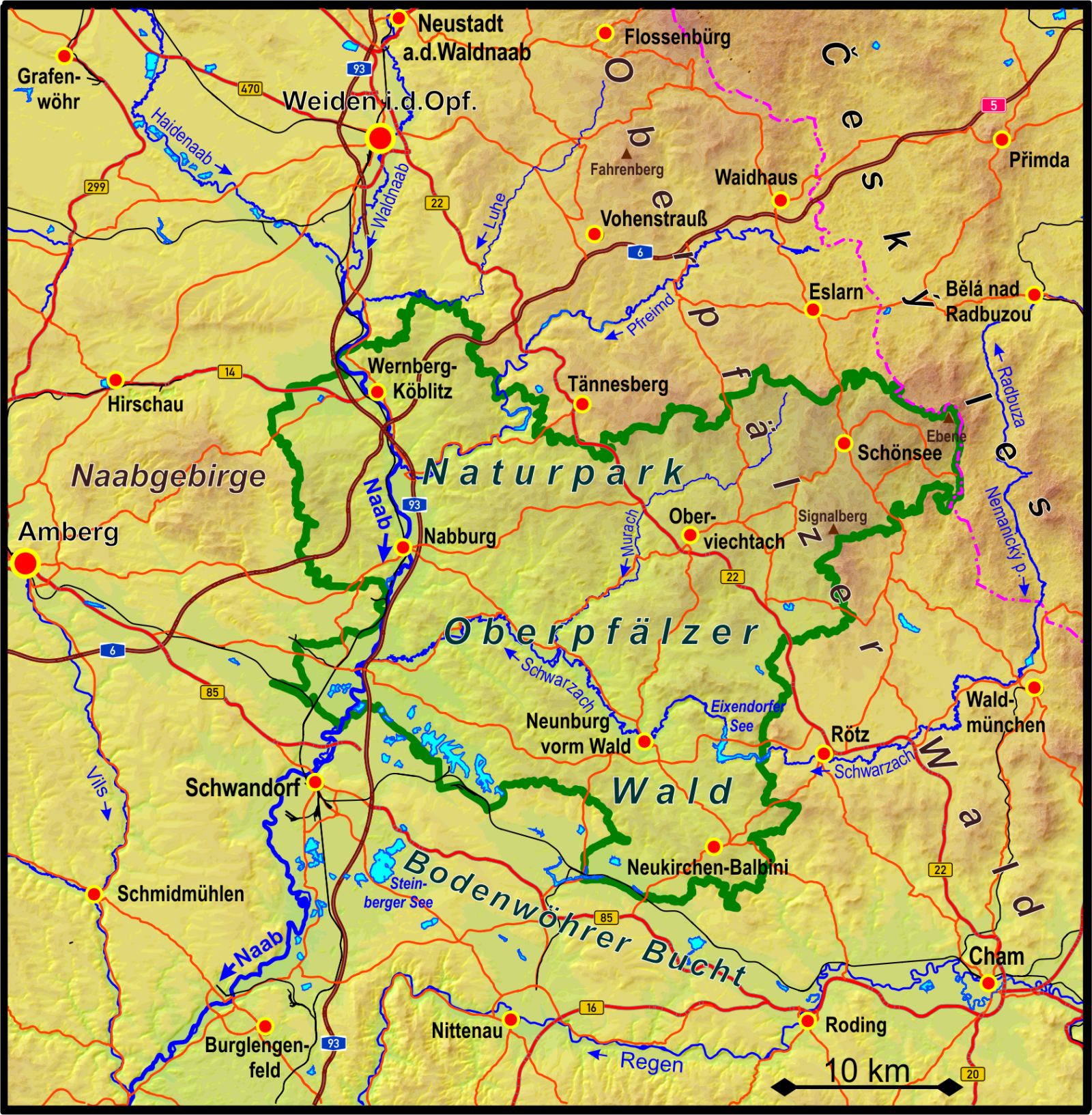
Lage und Topografie des Naturparks Oberpfälzer Wald

Der Naturpark umfasst den nördlichen und östlichen Teil des Landkreises Schwandorf. Im Südosten grenzt er an den Naturpark Oberer Bayerischer Wald, im Osten an Tschechien und im Norden an den Naturpark Nördlicher Oberpfälzer Wald.
Die Naturparkfläche ist zu mehr als 40 % bewaldet. Hauptbaumart in den tieferen Lagen ist die Kiefer. Auf den Höhen des Oberpfälzer Grenzgebirges und seinen Ausläufern dominiert die Fichte.
Naab und Schwarzach sind die Hauptflüsse des Naturparks. An wichtigen Nebenflüssen strömen von Osten her die Pfreimd, die Murach und die Ascha zu.
Siehe auch: Oberpfälzer Wald

## Freizeit
Für Wasserfreunde gibt es kleinere Seen. Der Lauf des Regen ist von Blaibach bis Regensburg auf 120 Kilometer als Bootswanderstrecke eingerichtet. Ein dichtes Netz von Wanderwegen und markierten Radwegen führt durch den Naturpark. Im Winter stehen Abfahrtspisten und Langlaufloipen in der Nähe zur Verfügung.

## Schutzgebiete
- Naturschutzgebiet Charlottenhofer Weihergebiet
- Naturschutzgebiet Pfahl
- Naturschutzgebiet Prackendorfer und Kulzer Moos